# レーモン・ラディゲ
レーモン（レモン）・ラディゲ（Raymond Radiguet、1903年6月18日 - 1923年12月12日）は、フランスの小説家、詩人。代表作は、処女小説『肉体の悪魔』と、次作で遺作となった『ドルジェル伯の舞踏会』である。なお、フランス語では Raymond の「イ」は発音されないので、「レーモン」または「レモン」が正確な発音に最も近い片仮名表記であり、「レイモン」は誤りである。
早くからその才能を開花させ、14歳で詩作をはじめた。また詩人のコクトー、画家のピカソ、モジリアーニなどと交際し、17歳前後に2冊の詩集を出版した。18歳で小説『肉体の悪魔』を、20歳で『ドルジェル伯の舞踏会』を書いて、死んだ。

## 生涯
フランスはパリの郊外、サン＝モール＝デ＝フォッセで生まれる。パリ4区マレ地区のリセ・シャルルマーニュに学ぶ。幼少の頃は学業優秀でならすものの、思春期にさしかかる頃から文学にしか興味を示さなくなり、学業そっちのけで、風刺漫画家として活動していた父の蔵書を読み耽るようになる。そのときフランス文学の古典の魅力にとりつかれる。14歳の頃、『肉体の悪魔』のモデルとされる年上の女性と出会い、結果として不勉強と不登校のため学校を放校処分になる。その後、自宅で父親からギリシア語とラテン語を習いながら、徐々に詩作に手を染める。15歳の時に父親の知り合いの編集者のつてをたどって知り合った詩人のマックス・ジャコブに詩を評価され、同じ詩人のジャン・コクトーに紹介される。コクトーはラディゲの才覚を見抜き、自分の友人の芸術家や文学者仲間に紹介してまわる。数多くのコクトーの友人との交友を通して、ラディゲは創作の重心を徐々に詩作から小説に移しはじめ、自らの体験に取材した長編処女小説『肉体の悪魔』の執筆にとりかかる。
途中、詩集『燃ゆる頬』、『休暇中の宿題』の出版や、いくつかの評論の執筆を行ないつつ、『肉体の悪魔』の執筆を続行。数度のコクトーを介した出版社とのやりとりと改稿の末に、ベルナール・グラッセ書店から刊行される。このとき出版社は新人作家対象としては異例の一大プロモーションを敢行したため文壇から批判を浴びるが、作品は反道徳的ともとれる内容が逆に評判を呼んでベストセラーとなり、ラディゲは一躍サロンの寵児としてもてはやされることになる。
『肉体の悪魔』で得た印税を元手に、コクトーとともにヨーロッパ各地を転々としながらも、ラディゲはすでに取りかかっていた次の長編『ドルジェル伯の舞踏会』の執筆を続行。同時に自分がこれまで書いた評論などの原稿や詩作を整理しはじめる。1923年11月末頃に突如、体調を崩し腸チフスと診断されピッシニ街の病院に入院。病床で『ドルジェル伯の舞踏会』の校正をしながら治療に専念するが、快方には向かわずそのまま12月12日に20歳の短い生涯を閉じる。遺作の『ドルジェル伯の舞踏会』は、死後出版された。臨終を看取ったコクトーはラディゲの早すぎる死に深い衝撃を受け、その後およそ10年にわたって阿片に溺れ続けた。
ペール・ラシェーズ墓地に眠る。

## フランス文学界での位置づけ
ラディゲのフランス文学史全体における位置づけは、作家としての活動期間が短く、作品の本数も少ないせいもあってか決して高くはない。しかし処女小説『肉体の悪魔』は、題材のセンセーショナルさに淫することなく、年上の既婚者との不倫に溺れる自らの心の推移を冷徹無比の観察眼でとらえ、虚飾を排した簡潔な表現で書きつづったことで、今日もなお批評に耐えうる完成度に達している。
『ドルジェル伯の舞踏会』に至っては、ラディゲ自らが参考にしたとしているラファイエット夫人の『クレーヴの奥方』を、高度に文学的な手腕で換骨奪胎し、別の次元の「フランス心理小説の傑作」に仕立て上げていることから、「夭折の天才」の名にふさわしい文学的実力の持ち主であったと評されている。

## 日本におけるラディゲ
- ラディゲの『ドルジェル伯の舞踏会』の文体や心理描写は、昭和の日本文学者に様々な影響を及ぼし、1924年（大正13年）のフランス語の原作発表後、1930年（昭和5年）の小林秀雄による作品紹介や、1931年（昭和6年）の堀口大學訳での出版で、堀辰雄『聖家族』[5]、横光利一『機械』[6]、三島由紀夫『盗賊』[7][8]、『美徳のよろめき』[9] 大岡昇平『武蔵野夫人』[10]などの諸作品に影響を与えた[11]。
- 三島由紀夫は、初期の短編『ラディゲの死』（1953年）で、ラディゲの臨終を看取ったジャン・コクトーのエピソードを作品化している。若き日の三島は、堀口大學訳『ドルジェル伯の舞踏会』（白水社[12]）を何度もくり返し読み、「少年時代の私の聖書」だったと述べ、そのエレガントな文体に惹かれ[7]、ラディゲに自己同一化するほど、多大な影響を与えられたと述懐している[13]。

## 著書

### 小説
- Le Diable au corps (1923) -『肉体の悪魔』
  - 『肉体の悪魔』波達夫訳、アルス、1930年
  - 『魔に憑かれて』江口清訳、春陽堂〈世界名作文庫〉1934年 / 羽生書房、1946年
 『肉体の悪魔 他二篇』（ペリカン家、ドニィズ）江口清訳、角川文庫 1952年、改訳 1961年
  - 『肉体の悪魔』土井逸雄・小牧近江共訳、改造社〈改造文庫〉1937年 / 三笠書房、1952年
  - 『肉体の悪魔 - 魔に憑かれて』渡邊明正訳、人文書院、1951年、新版 1952年
  - 『肉体の悪魔 - 魔に憑かれて』新庄嘉章訳、早川書房、1952年 
 『肉体の悪魔』新庄嘉章訳、新潮社〈新潮文庫〉1954年 - 改訳版
  - 『肉体の悪魔』重信常喜訳、創藝社〈近代文庫〉1953年
  - 『肉体の悪魔』窪田般彌訳、「フランス文学全集」東西五月社、1960　潮出版社〈潮文庫〉1973年
  - 『新訳 肉体の悪魔』松本百合子訳、アーティストハウス、1998年
  - 『肉体の悪魔』中条省平訳、光文社〈光文社古典新訳文庫〉2008年
- Le Bal du comte d'Orgel (1924)-『ドルジェル伯の舞踏会』
  - 『ドルヂェル伯の舞踏会』堀口大學訳、白水社、1931年、改版 1938年、新版1952年 / 春陽堂〈世界名作文庫〉1934年 
『ドルジェル伯の舞踏会』堀口大學訳、角川文庫 1952年、改版 1969年 / 講談社文芸文庫 1996年 - 改訳版
  - 『ドルジェル伯の舞踏会』生島遼一訳、新潮文庫 1953年、改版 2007年ほか
  - 『ドルジェル伯の舞踏会』江口清訳、河出書房〈河出文庫〉1955年 / 旺文社〈旺文社文庫〉1971年
  - 『ドルジェル伯の舞踏会』鈴木力衛訳、岩波文庫 1957年
  - 『ドルジェル伯の舞踏会』前田総助訳、青山社、1983年
  - 『ドルジェル伯の舞踏会』渋谷豊訳、光文社古典新訳文庫、2019年

### 短編
（没後出版、全集所収、邦訳された作品のみ）
- « Denise » -「ドニーズ」
- « La Marchande de fleurs » -「花売り娘」
- « Île-de-France, île d'Amour » -「イール＝ド＝フランス 愛の島」
- « Paul et Virginie » -「ポールとヴィルジニー」

### 詩集
- Les Joues en feu (1920) -『燃える頬』
- Devoirs de vacances (1921) -『休暇中の宿題』
- Vers libres (1926) -『自由詩』
- Jeux innocents (1926)

### 戯曲
- Les Pélican (1919) -『ペリカン家』
- Le Gendarme incompris (1921) -『理解されない憲兵』- ジャン・コクトーと合同制作の一幕オペラ・ブッフ、音楽フランシス・プーランク[14][15]。

### 書簡集
- Lettres retrouvées de Raymond Radiguet (Éditions Omnibus, 2012)

### 全集
- Œuvres complètes de Raymond Radiguet (Éditions Grasset & Fasquelle, 1952)

### その他の邦訳
- 『ラデイゲ遺墨』山中散生訳、春秋書房、1933年
- 『ドニイズ』堀口大學訳、日本限定版倶楽部、1934年 / 『憧』（ポプラ社〈百年文庫〉2010年）所収
- 『ドニイズ - 花売娘』堀口大學訳、山本書店〈山本文庫〉1936年 / 堀口大學訳『アムステルダムの水夫 - 短篇物語』（書肆山田、1989年）所収
- 『火の頬』北園克衛訳、白水社、1953年
- 『ラディゲ詩集』なかにし礼訳、彌生書房、1973年
- 『ラディゲ詩集』窪田般彌編、江口清訳、小沢書店〈双書・20世紀の詩人〉1994年
- 「イール＝ド＝フランス 愛の島」江口清訳、鈴木信太郎・渡辺一夫『世界短篇文学全集7』（集英社、1962年）所収
- 『ラディゲ全集』江口清訳、中央公論社、1953年、増補版 1956年

（肉体の悪魔 / ドルジェル伯の舞踏会 / ペリカン家 / ドニーズ / 花売り娘 / 燃える頬 / 燃える頬- 初版本 / 休暇中の宿題 / 自由詩 / 随想）
- 『ラディゲ全集』江口清訳、雪華社、1964年、増訂版 1970年

（肉体の悪魔 / ドルジェル伯の舞踏会 / ドニーズ / ペリカン家 / 二つの手帖 / 燃える頬 / 休暇中の宿題 / 自由詩 / 雑詠 / 芸の規律 / 随想・文芸消息）
- 『レーモン・ラディゲ全集』江口清訳、東京創元社、1976年

（燃える頬 / ドニーズ / 肉体の悪魔 / ドルジェル伯爵の舞踏会 / 燃える頬 (初版本) / 休暇中の宿題 / 自由詩 / 雑詠 / ポールとヴィルジニー / ペリカン家の人びと / 二つの手帳 / 芸の規律 / 文芸批評、随想 / 書簡 / 補遺 / 年譜・ラディゲに関する翻訳文献書誌）